# Torre del Bisbe (Sant Feliu de Llobregat)
La Torre del Bisbe és una obra de Sant Feliu de Llobregat (Baix Llobregat) protegida com a Bé Cultural d'Interès Local.

## Descripció
La masia, que ha sofert moltes transformacions al llarg dels segles, està formada per dos cossos principals de dimensions desiguals, adossats i coberts amb teulada a doble vessant. El cos més estret té una galeria superior. El més ample una porta adovellada. Sota la casa, dins d'una arcada d'obra, hi ha un font.

## Història
No s'ha trobat documentació antiga de la Torre del Bisbe. Tanmateix, és possible que, tant per la proximitat amb la Torre de Santa Margarida, emplaçament primitiu del monestir de Santa Maria de Valldonzella, com per la font que hi ha sota la casa, aquesta tingui uns precedents més antics.
Informacions recents assenyalen que a inicis del segle xiii va pertànyer al bisbe de Barcelona, Berenguer de Palou.